# Numistro
Numistro (grec antic: Νουμίστρων) va ser una ciutat de Lucània segurament propera a la frontera amb la Pulla.
Vora la ciutat Hanníbal va lliurar una batalla contra els romans dirigits pel cònsol Marc Claudi Marcel l'any 210 aC sense resultat decisiu, segons explica Titus Livi.
Era probablement al lloc on hi ha unes ruïnes prop de la moderna Muro.